# 民主干预
民主干预（葡萄牙語：Intervenção Democrática，缩写为ID）是葡萄牙的一个左翼政治组织，成立于1987年，分裂自葡萄牙民主运动/民主选举委员会。它成立的目的是促进和保卫葡萄牙的社会主义意识形态。它是统一民主联盟的成员。